# Волколатский сельсовет
Волколатский сельсовет — административная единица на территории Докшицкого района Витебской области Республики Беларусь.

## Состав
Волколатский сельсовет включает 34 населённых пункта:
- Анциперы — деревня.
- Будичи — деревня.
- Виржи — деревня.
- Вишневцы — деревня.
- Волколата — агрогородок.
- Гвозды — деревня.
- Городище — деревня.
- Дубровка — деревня.
- Загатье — деревня.
- Замошье — деревня.
- Кисево — деревня.
- Куземщина — деревня.
- Кулевщина — деревня.
- Матюшенки — деревня.
- Маляково — деревня.
- Овсяники — деревня.
- Осинники — деревня.
- Осиновщина — деревня.
- Осовок — деревня.
- Плотечно — деревня.
- Прудище — деревня.
- Ракитовщина — деревня.
- Свирковщина — деревня.
- Семенилово — деревня.
- Сеньковщина — деревня.
- Станиславцы — деревня.
- Струки — деревня.
- Трафимово — деревня.
- Хорошки — деревня.
- Цинки — деревня.
- Шильки — деревня.
- Яново — деревня.
- Януки — деревня.
- Ясеновцы — деревня.